# نورمن شیل
نورمن شیل (انگلیسی: Norman Sheil؛ زادهٔ ۲۲ اکتبر ۱۹۳۲) دوچرخه‌سوار اهل کانادا است.
از افتخارات وی میتوان به کسب مدال طلا تعقیبی انفرادی در بازی‌های کشورهای همسود ۱۹۵۴ و ۱۹۵۸ اشاره کرد.